# キクザトサワヘビ
キクザトサワヘビ（喜久里沢蛇、Opisthotropis kikuzatoi）は、ナミヘビ科サワヘビ属に分類されるヘビ。

## 分布
日本（久米島）固有種

## 形態
全長50-60センチメートル。頭胴長45-55センチメートル。前額板は1枚だが、不完全な縫合線があり2枚あるように見える個体もいる。胴体中央部の斜めに列になった背面の鱗の数（体鱗列数）は15。総排泄口周辺や尾を覆う鱗には筋状の隆起（キール）が発達するが、その他の鱗にはキールがない。背面の体色は黒褐色で、体側面に黄色や橙色の斑点が入る。胴体腹面の体色は淡黄色で、尾腹面の体色は暗色がかる。
鼻孔は吻端寄りに位置し、上方に開口する。

## 分類
アオヘビ属の構成種と記載され、旧和名もキクザトアオヘビだった。1965年に2頭目、1982年に3頭目が発見された。これらの標本から分類学的再検討が行われた結果、サワヘビ属の構成種であるとして和名もキクザトサワヘビに変更された。

## 生態
山地にある原生林やスダジイからなる二次林内を流れる渓流に生息する。日本に分布するヘビでは唯一淡水棲。主に午前中に活動する。野生下では25分以上、飼育下の止水中では最大12分30秒の潜水例がある。
食性は動物食で、主にアラモトサワガニやクメジマオオサワガニやクメジマミナミサワガニの稚ガニを食べる。またカエルの幼生、魚類、昆虫、甲殻類も食べると考えられている。
10月に飼育下個体の体内から11個の卵が発見された例がある。

## 人間との関係
和名は1956年9月15日に本種を発見・採集した喜久里教達に由来する。
分布が限定的であることに加えて、開発による生息地の破壊、水質汚染、漁業による混獲、人為的に移入されたウシガエルによる捕食などにより生息数は減少している。沖縄県の天然記念物に指定され捕獲や飼育が厳しく制限されているが、密猟も懸念されている。1990-1992年にかけて沖縄県教育委員会が26日間の生息地調査を行ったが5頭しか発見されなかった。1995年に種の保存法により国内希少野生動植物種に指定、1998年に生息地が「宇江城岳キクザトサワヘビ生息地保護区」に指定、1985年に沖縄県の天然記念物に指定されている。
絶滅危惧IA類 (CR)（環境省レッドリスト）